# Ministerium Schwarzenberg

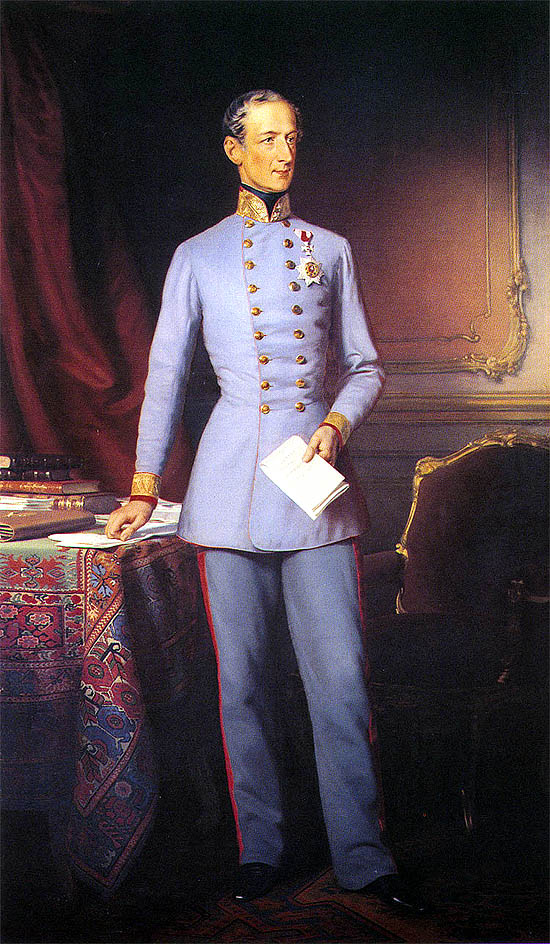
Felix zu Schwarzenberg

Das Ministerium Schwarzenberg des Kaisertums Österreich unter dem Vorsitz von Ministerpräsident Felix Fürst zu Schwarzenberg amtierte vom 21. November des Jahres 1848 bis zu seinem Tod am 5. April 1852.

## Geschichte
Schwarzenbergs Vorgänger war Ministerpräsident Johann Philipp Freiherr von Wessenberg-Ampringen. Als am 6. Oktober 1848 kaiserliche österreichische Truppen von Wien aus gegen das aufständische Ungarn vorgehen sollten, kam es zum Wiener Oktoberaufstand. Kriegsminister von Latour, der den Abmarsch der Truppen befohlen hatte, wurde von der aufgebrachten Volksmenge gelyncht. Nachdem den Aufständischen die Eroberung des Kaiserlichen Zeughauses in der Renngasse gelungen war, verließen Kaiser Ferdinand, das kaiserliche Militär und die Regierung Wien. Kaiserliche Truppen unter Fürst Windisch-Graetz brachten die Hauptstadt Wien erst am 31. Oktober wieder unter ihre Kontrolle. Am 21. November 1848 wurde Felix zu Schwarzenberg, Schwager von Fürst Windisch-Graetz, zum Ministerpräsidenten ernannt. Er bildete eine Regierung, der Liberale wie Alexander von Bach und Karl Ludwig von Bruck ebenso wie die konservativen Reformer Franz Seraph von Stadion und später Leo von Thun und Hohenstein angehörten. Schwarzenberg war aber vor allem ein zu allem entschlossener Antirevolutionär, was sich auch in seiner Verantwortung an der rechtswidrigen Erschießung des Abgeordneten zur Frankfurter Nationalversammlung Robert Blum zeigte.
Gegen die Frankfurter Nationalversammlung und deren Forderung nach Einbeziehung der deutschen Provinzen Österreichs in einen deutschen Nationalstaat setzte er im Sinne einer großösterreichischen Lösung den Anspruch auf Beteiligung der gesamten Habsburgermonarchie an einer österreichisch-deutschen Staatenkonföderation entgegen.
In der Innenpolitik kam es zu einer Revolution von oben, die aber viele Ansätze des am 7. März 1849 unter Zwang aufgelösten Reichstags in Kremsier übernahm. Das grundherrliche Obereigentum und die sich daraus ergebenden Leistungsverpflichtungen der Bauern ebenso wie die grundherrliche Gerichtsbarkeit und Polizeigewalt wurden aufgehoben. Alexander von Bach und Anton von Schmerling organisierten zudem ein neues System der Verwaltung und Rechtsprechung im Kaisertum Österreich, das im Wesentlichen bis heute überdauerte. Leo von Thun und Hohenstein modernisierte mit seinen Mitarbeitern Alexander von Helfert, Antonin Krombholz, Franz Serafin Exner und Hermann Bonitz das Unterrichtswesen.
Während Schwarzenbergs Amtszeit kam es mehrfach zu Konflikten mit Franz Joseph I., der am 2. Dezember 1848 in Olmütz zum neuen Kaiser proklamiert worden war. Die am 4. März 1849 erlassene Reichsverfassung (Oktroyierte Märzverfassung), die von Ministerpräsident Schwarzenberg mit Hilfe von Karl Friedrich von Kübeck und Franz Seraph von Stadion ausgearbeitet worden war, wurde nie voll umgesetzt und am 31. Dezember 1851 mit den Silvesterpatenten Franz Josephs I. wieder abgeschafft. Dies leitete eine Phase des Neoabsolutismus im Kaisertum Österreich ein. Als Oberste Exekutivbehörde war nun wieder das Reichsministerium allein dem Kaiser verantwortlich. Ein 1851 errichteter Reichsrat unter Karl Friedrich von Kübeck bildete als neues Beratungsorgan des Kaisers ein Gegengewicht zum Ministerium Schwarzenberg.  Gerüchten zufolge entschloss sich Franz Joseph I., die Regierung zu entmachten und Schwarzenberg als Ministerpräsidenten zu stürzen. Schwarzenberg starb indes vorher am frühen Abend des 5. April 1852 in Wien durch einen Schlaganfall. Nach seinem Tod wurde die Position des Ministerpräsidenten nicht neu besetzt. Als Vorsitzender der Ministerkonferenz und Außenminister folgte ihm Karl Ferdinand von Buol-Schauenstein. Faktischer Regierungschef war Minister des Inneren Alexander von Bach.

## Mitglieder des Ministerrats
- Felix Fürst zu Schwarzenberg (1800–1852), Ministerpräsident sowie Minister des Äußeren
- Franz von Cordon (1796–1869), bis 2. Juni 1849 Kriegsminister
- Ferenc József Gyulay (1798–1868), ab 2. Juni 1849 Kriegsminister
- Anton Csorich von Monte Creto (1795–1864), ab 16. Juli 1850 Kriegsminister
- Philipp von Krauß (1792–1861), Finanzminister bis zum 26. Dezember 1851
- Alexander von Bach (1813–1893), Minister für Justiz, ab 28. Juli 1849 Minister des Innern
- Anton von Schmerling (1805–1893), Minister für Justiz, ab 28. Juli 1849
- Karl von Krauß (1789–1881), Minister für Justiz, ab 1851
- Andreas von Baumgartner (1793–1865), Minister für Handel, Gewerbe und öffentliche Bauten, ab 26. Dezember 1851 Finanzminister
- Karl Ludwig von Bruck (1798–1860), Handelsminister bis 1851
- Franz von Kulmer (1806–1853), Handelsminister ab 1851
- Franz Seraph von Stadion (1806–1853), Minister des Innern, ab 28. Juli 1849 Minister ohne Geschäftsbereich
- Ferdinand von Thinnfeld (1793–1868), Minister für Landeskultur und Bergwesen
- Leo von Thun und Hohenstein (1811–1888), Minister für Kultus und Unterricht